# 1 de dezembro
1 ou 1.º de dezembro é o 335.º dia do ano no calendário gregoriano (336.º em anos bissextos). Faltam 30 dias para acabar o ano.

## Eventos históricos

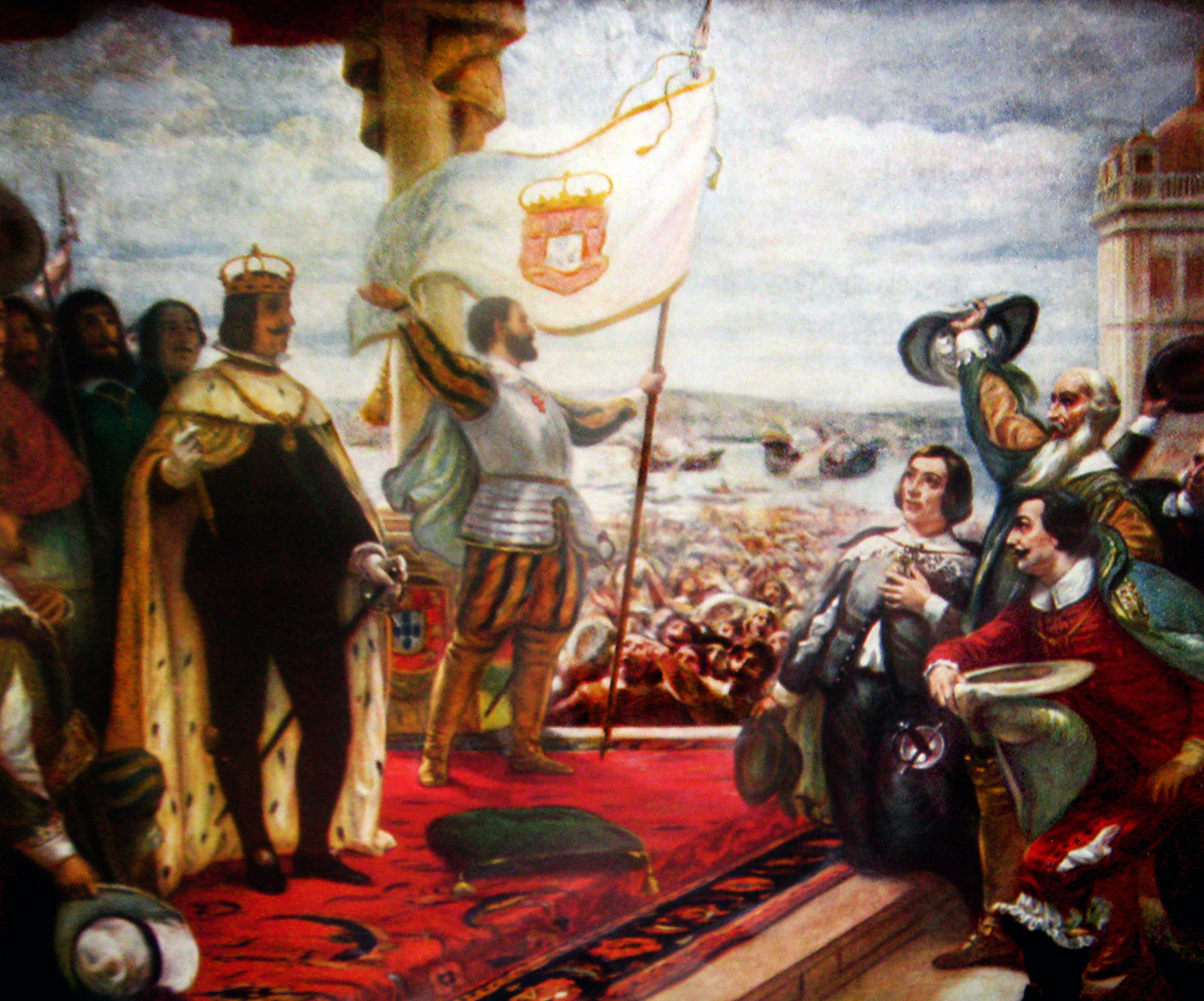
1640: Restauração da Independência

1988: Dia Mundial de Combate à AIDS

- 0800 — Um concílio é convocado no Vaticano, no qual o então rei dos francos Carlos Magno deve julgar as acusações contra o Papa Leão III no Vaticano.
- 1420 — Rei Henrique V da Inglaterra entra em Paris, junto de seu sogro, o Rei Carlos VI da França.
- 1640 — Restauração da Independência de Portugal em relação à Monarquia Católica; João, Duque de Bragança é aclamado como rei de Portugal, com o nome régio de João IV de Portugal, pondo fim a 59 anos de união pessoal da coroa de Portugal com as coroas da Monarquia Católica, pondo um fim no reinado da Dinastia Filipina.
- 1821 — José Núñez de Cáceres ganha a independência da colônia espanhola de Santo Domingo e nomeia o novo território como República do Haiti Espanhol (atual República Dominicana).
- 1822
  - Pedro I é coroado Imperador do Brasil.
  - Imperial Ordem do Cruzeiro, foi criada pelo Imperador Pedro I do Brasil.
- 1834 — A escravidão é abolida na Colônia do Cabo de acordo com a Slavery Abolition Act 1833, uma lei do Parlamento do Reino Unido que previa abolição gradual da escravatura na maior parte do Império Britânico.
- 1862 — Em seu Discurso sobre o Estado da União, o Presidente dos Estados Unidos Abraham Lincoln reafirma a necessidade de acabar com a escravidão, conforme ordenado dez semanas antes na Proclamação de Emancipação.
- 1887 — Publicado o primeiro romance policial de Arthur Conan Doyle, Um Estudo em Vermelho, onde ocorre a primeira aparição de Sherlock Holmes.
- 1900
  - A Comissão de Arbitragem de Genebra concede a posse do território do atual Amapá ao Brasil.
  - Nicarágua vende os direitos do canal para os EUA por US$ 5 milhões. O acordo do canal falha em março de 1901. Grã-Bretanha rejeita tratado alterado.[1]
- 1909 — É fundado em Israel, com o nome de Deganya Alef o primeiro kibbutz.
- 1910 — É apresentada oficialmente na Praça dos Restauradores em Lisboa, a nova Bandeira de Portugal após a Implantação da República.
- 1913
  - O metrô de Buenos Aires, o primeiro sistema ferroviário subterrâneo do Hemisfério Sul e da América Latina, inicia suas operações.
  - A Ford Motor Company apresenta a primeira linha de montagem móvel.
  - Creta, tendo obtido o autogoverno da Turquia após a Primeira Guerra Balcânica, é anexada pela Grécia.
- 1918
  - O parlamento dinamarquês aprova o decreto que tornou a Islândia um estado independente, porém como um país monárquico em união pessoal com o Reino da Dinamarca através de um monarca comum.
  - A Transilvânia une-se à Romênia, após a incorporação da Bessarábia (27 de março) e Bucovina (28 de novembro), concluindo assim a Grande União.
  - É proclamado o Reino dos Sérvios, Croatas e Eslovenos (mais tarde conhecido como Reino da Iugoslávia).
- 1934 — Na União Soviética, Serguei Kirov, membro do Politburo, é assassinado. Stalin usa o incidente como pretexto para iniciar o Grande Expurgo.
- 1941 — Segunda Guerra Mundial: o Imperador Showa do Japão dá a aprovação final para iniciar uma guerra contra os Estados Unidos.
- 1952 — O New York Daily News relata a notícia de Christine Jorgensen, o primeiro caso notável de cirurgia de redesignação sexual.
- 1955 — Movimento dos direitos civis dos negros nos Estados Unidos: em Montgomery, Alabama, a costureira Rosa Parks se recusa a ceder seu lugar no ônibus para um homem branco e é presa por violar as leis de segregação racial da cidade, um incidente que leva ao boicote aos ônibus da cidade.
- 1958 — A República Centro-Africana alcança autogovernança na União Francesa.
- 1959 — Guerra Fria: data de abertura para a assinatura do Tratado da Antártida, que separa a Antártida como uma reserva científica e proíbe a atividade militar no continente.
- 1960 — Os cães Pchelka (Abelhinha) e Mushka (Mosquinha) são lançados a bordo da Korabl-Sputnik 3.
- 1964
  - Malawi (atual República do Malawi), Malta (atual República de Malta) (na época ambos os países eram reinos da Comunidade de Nações) e também a República da Zâmbia são admitidos como Estados-Membros da ONU.
  - Guerra do Vietnã: o Presidente dos Estados Unidos Lyndon B. Johnson e seus conselheiros de alto escalão se reúnem para discutir os planos de bombardear o Vietnã do Norte.
- 1971
  - Guerra Civil Cambojana: rebeldes do Khmer Vermelho intensificam ataques a posições do governo cambojano, forçando sua retirada de Kompong Thmar e da vizinha Ba Ray.
  - Expurgo dos líderes da Primavera Croata começa na Jugoslávia, na reunião da Liga dos Comunistas da Jugoslávia
- 1973 — Papua Nova Guiné ganha autogovernança da Austrália.
- 1974
  - O voo 514 da TWA, um Boeing 727, cai a noroeste do Aeroporto Internacional de Dulles, matando todas as 92 pessoas a bordo.[2]
  - O voo 6231 da Northwest Orient Airlines, outro Boeing 727, cai a noroeste do Aeroporto Internacional John F. Kennedy, faleceram os 3 tripulantes a bordo [3]
- 1976 — República de Angola é admitida como Estado-Membro da ONU.
- 1981 — O Voo Inex-Adria Aviopromet 1308, um McDonnell Douglas MD-80, cai na Córsega, matando todas as 180 pessoas a bordo.[4]
- 1984 — A NASA realiza a Demonstração de Impacto Controlado, em que um avião é deliberadamente derrubado para testar tecnologias e coletar dados para ajudar a melhorar a capacidade de sobrevivência de acidentes.
- 1986 — O Museu D'Orsay é inaugurado em Paris pelo Presidente François Mitterrand.
- 1988
  - O Dia Mundial de Combate à AIDS é proclamado em todo o mundo pelos Estados-membros das Nações Unidas.
  - Benazir Bhutto, é nomeada primeira-ministra do Paquistão, tornando-se a primeira líder feminina a liderar uma nação muçulmana.
- 1989
  - O Presidente da União Soviética Mikhail Gorbatchov visita o Papa João Paulo II. É o primeiro líder soviético a visitar o Vaticano desde a Revolução Russa de 1917.
  - Tentativa de golpe de Estado nas Filipinas: militares rebeldes pertencentes ao Movimento Reforma das Forças Armadas tentam derrubar a presidente filipina Corazón Aquino em um golpe de Estado fracassado.
  - Guerra Fria: o parlamento da Alemanha Oriental abole o dispositivo constitucional que concede ao Partido Comunista o papel de liderança no Estado.
- 1990 — Eurotúnel o encontro dos dois túneis 40 metros abaixo do solo do Canal da Mancha.
- 1991 — Guerra Fria: os eleitores ucranianos aprovam esmagadoramente um referendo para a independência da União Soviética.
- 2000 — Vicente Fox Quesada é empossado como presidente do México, marcando a primeira transferência pacífica do poder executivo federal para um partido político de oposição após uma eleição livre e democrática na história do México.
- 2009 — Entra em vigor o Tratado de Lisboa.
- 2019 — O surto de infecção por coronavírus começou em Wuhan.[5]
- 2020 — O radiotelescópio de Arecibo entrou em colapso.

## Nascimentos

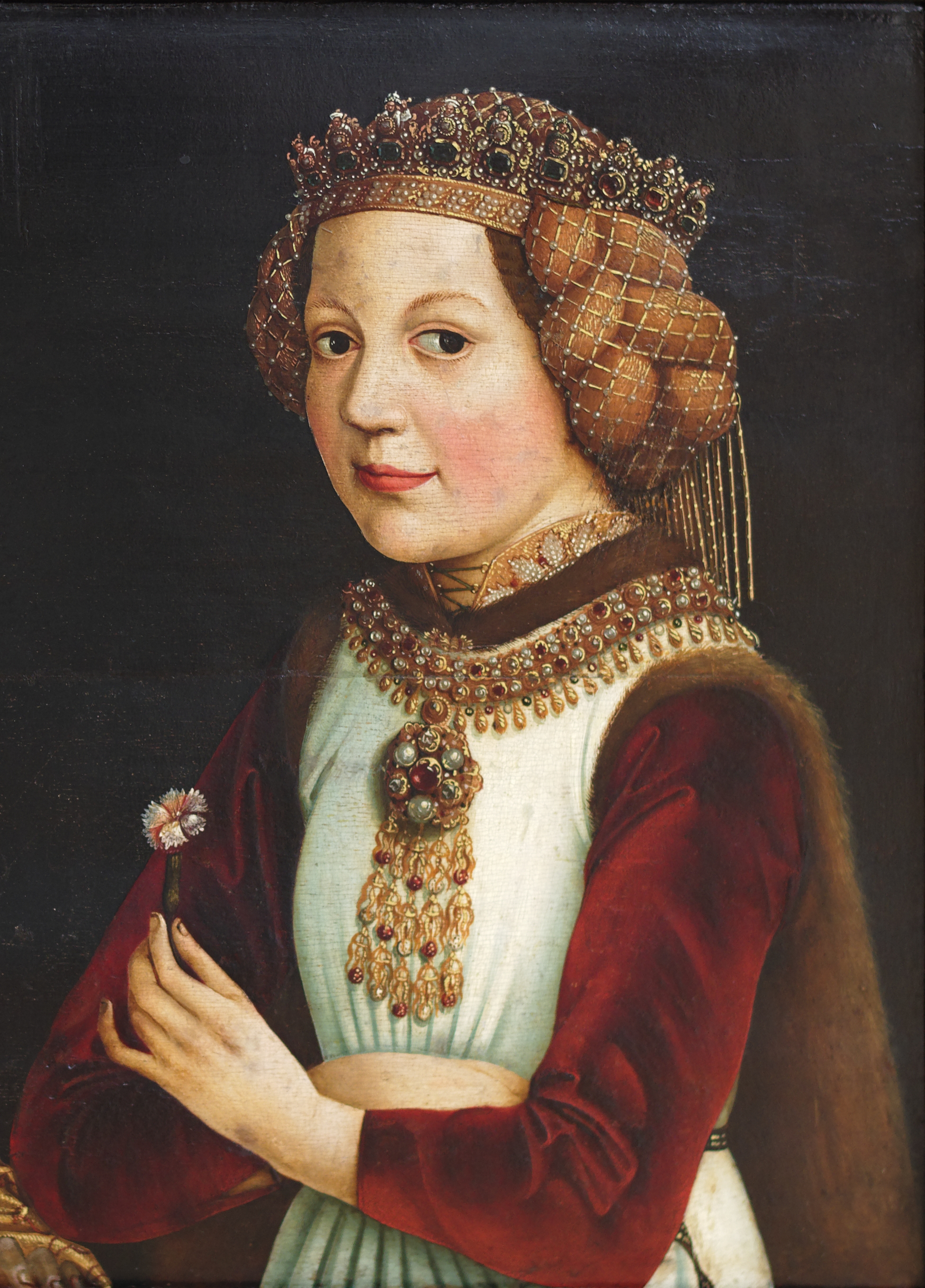
Madalena da França

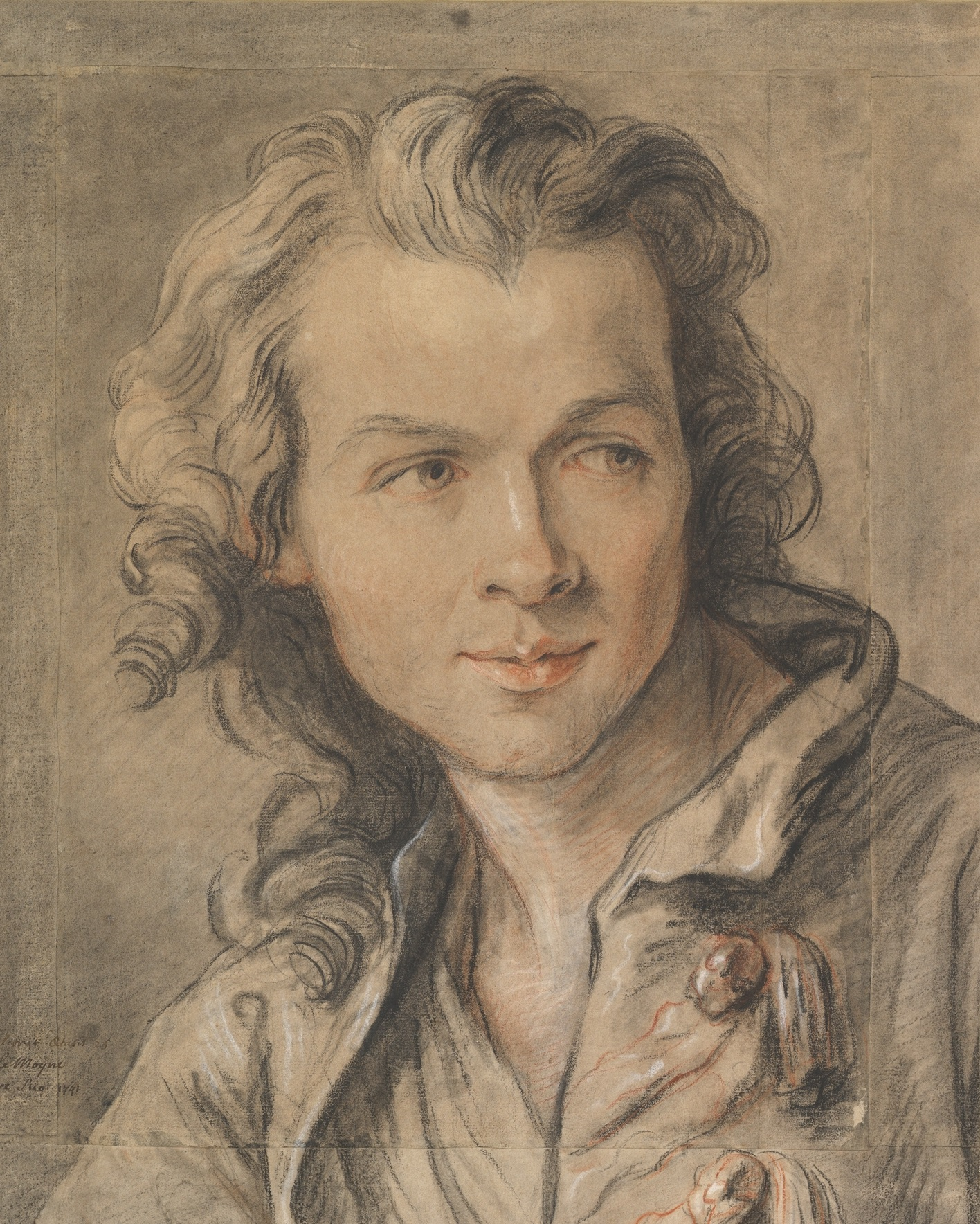
Étienne-Maurice Falconet

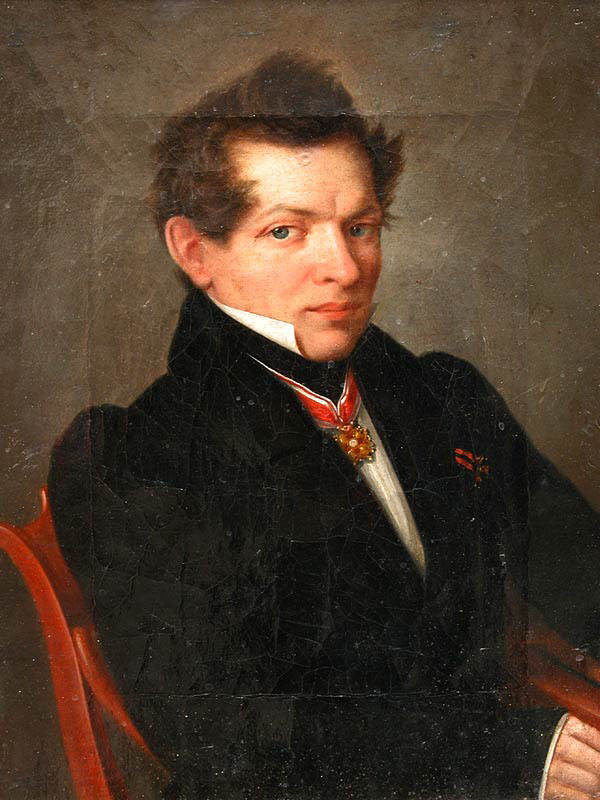
Nikolai Lobachevsky

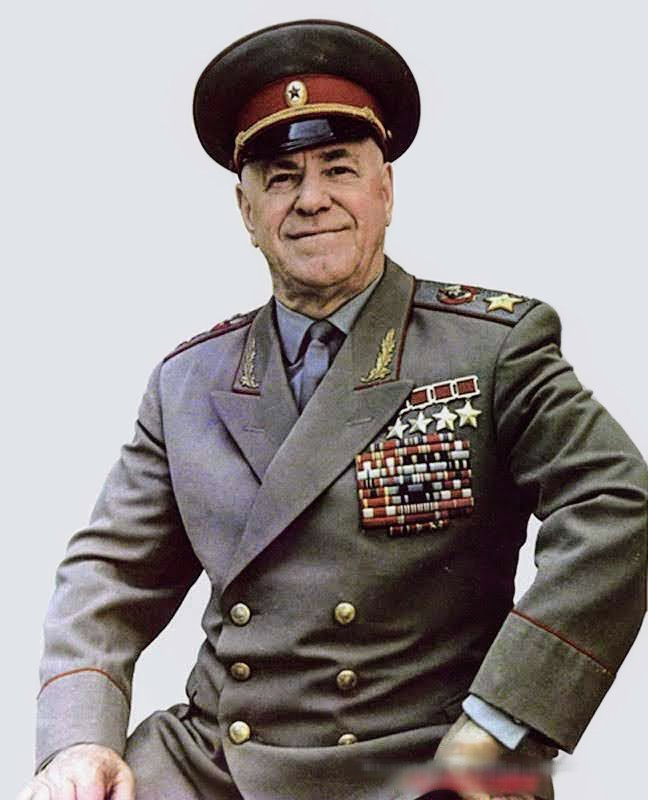
Gueorgui Júkov

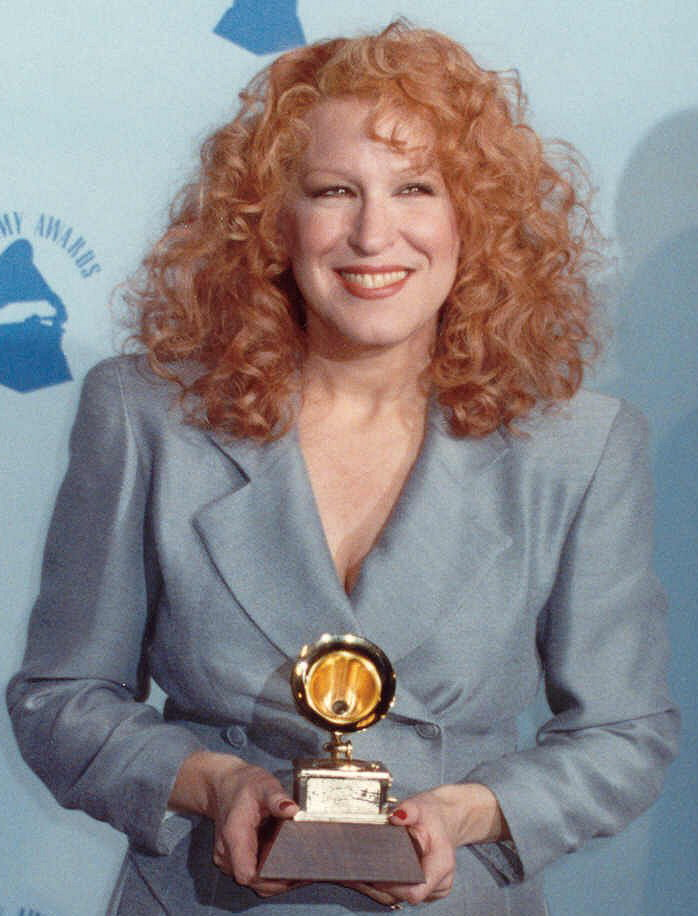
Bette Midler

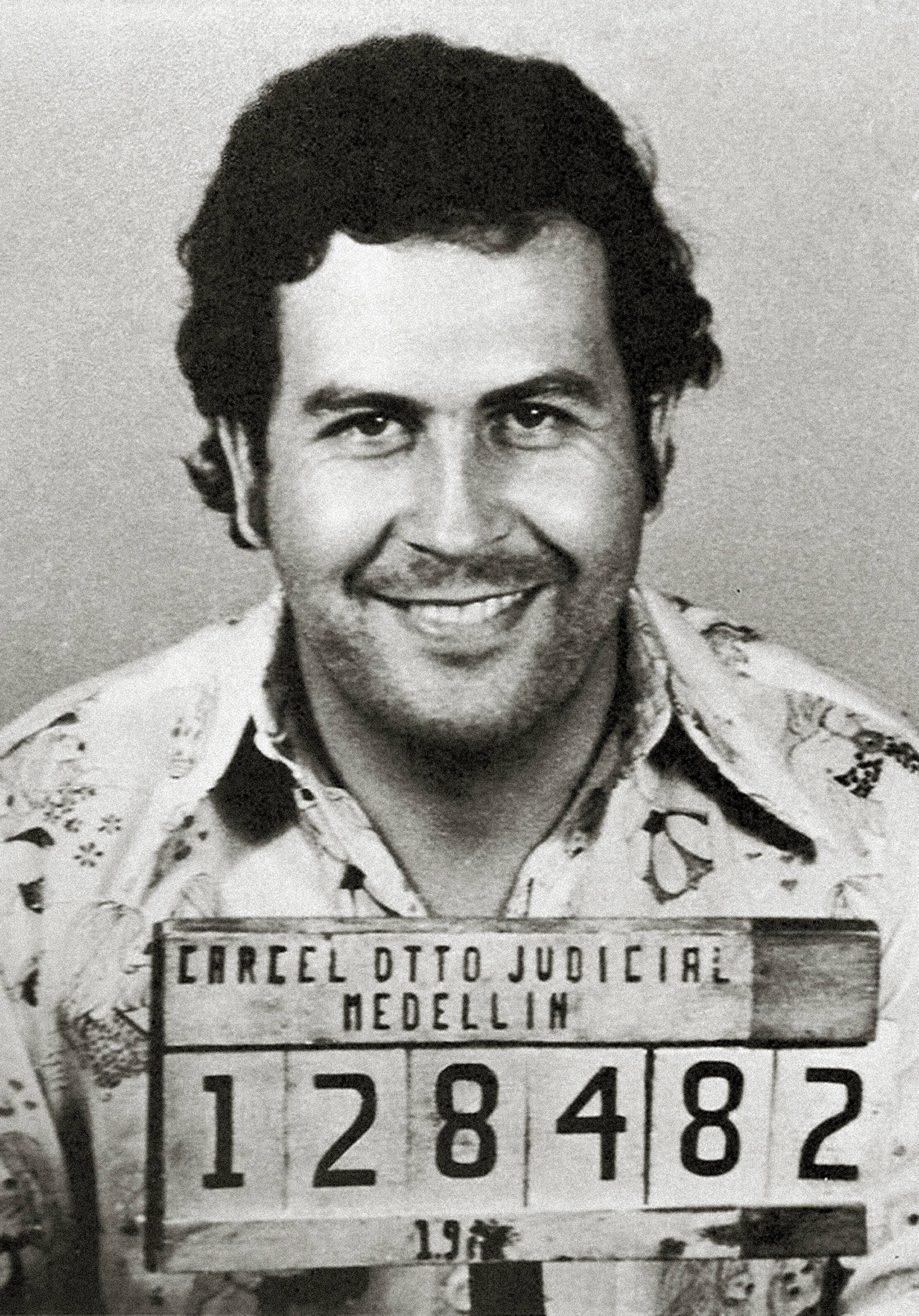
Pablo Escobar

### Anteriores ao século XIX
- 1081 — Luís VI de França (m. 1137).
- 1083 — Ana Comnena, princesa e historiadora bizantina (m. ca. 1153).
- 1438 — Pedro II, Duque de Bourbon (m. 1503).
- 1443 — Madalena da França (m. 1495).
- 1521 — Takeda Shingen, daimyo japonês (m. 1573).
- 1530 — Bernardino Realino, padre italiano (m. 1616).
- 1580 — Nicolas-Claude Fabri de Peiresc, astrônomo e botânico francês (m. 1637).
- 1716 — Étienne-Maurice Falconet, escultor francês (m. 1791).
- 1734 — Adam Kazimierz Czartoryski, escritor e político polonês (m. 1823).
- 1743 — Martin Heinrich Klaproth, farmacêutico alemão (m. 1817).
- 1792 — Nikolai Lobachevsky, matemático russo (m. 1856).

### Século XIX
- 1823 — Karl Schenk, político suíço (m. 1895).
- 1831 — Maria Amélia, princesa do Brasil (m. 1853).
- 1844 — Alexandra da Dinamarca (m. 1925).
- 1857 — Samuel M. Ralston, político norte-americano (m. 1925).
- 1886
  - Rex Stout, escritor norte-americano (m. 1975).
  - Zhu De, revolucionário e marechal chinês (m. 1976).
- 1890 — Etta McDaniel, atriz americana (m. 1946).
- 1895 — Henry Williamson, escritor britânico (m. 1977).
- 1896 — Gueorgui Jukov, marechal russo (m. 1974).

### Século XX

#### 1901–1950
- 1919 — Crodowaldo Pavan, biólogo e geneticista brasileiro (m. 2009).
- 1912 — Minoru Yamasaki, arquiteto norte-americano (m. 1986).
- 1921 — Nestor de Holanda, jornalista e escritor brasileiro (m. 1970).
- 1922 — Vsevolod Bobrov, jogador de hóquei no gelo e futebol soviético (m. 1979).
- 1923 — Morris, ilustrador belga (m. 2001).
- 1925 — Martin Rodbell, bioquímico americano (m. 1998).
- 1929
  - Roberto Luna, cantor brasileiro (m. 2022).
  - Alfred Moisiu, político albanês.
- 1930 — Hermanfrid Schubart, arqueólogo alemão.
- 1932 — Matt Monro, cantor britânico (m. 1985).
- 1933 — Lou Rawls, cantor estadunidense (m. 2006).
- 1934 — Billy Paul, cantor estadunidense (m. 2016).
- 1937 — Vaira Vīķe-Freiberga, político letão.
- 1940 — Richard Pryor, ator estadunidense (m. 2005).
- 1944
  - John Densmore, músico norte-americano.
  - Michael W. Hagee, general estadunidense.
  - Pierre Arditi, ator francês.
- 1945 — Bette Midler, cantora, atriz, modelo, roteirista, produtora e comediante estadunidense.
- 1946
  - Gilbert O'Sullivan, cantor e compositor irlandês.
  - Ladislav Petráš, futebolista tcheco.
- 1947 — Alain Bashung, cantor e ator francês (m. 2009).
- 1949
  - Sebastián Piñera, economista e político chileno (m. 2024).
  - Pablo Escobar, traficante e narcoterrorista colombiano (m. 1993).

#### 1951–2000
- 1951
  - Jaco Pastorius, baixista norte-americano (m. 1987).
  - Obba Babatundé, ator norte-americano.
  - Treat Williams, ator estadunidense (m. 2023).
  - Walcyr Carrasco, escritor e novelista brasileiro.
- 1952 — Adhemar de Campos, pastor, cantor, músico e compositor brasileiro.
- 1953 — Anselmo Vasconcelos, ator brasileiro.
- 1956 — Julee Cruise, atriz e cantora norte-americana (m. 2022).
- 1957
  - Deep Roy, ator queniano.
  - Chris Poland, guitarrista norte-americano.
- 1958 — Javier Aguirre, treinador de futebol mexicano.
- 1960 — Norberto Oberburger, ex-halterofilista italiano.
- 1961
  - Jeremy Northam, ator britânico.
  - Abdullah Al-Deayea, futebolista saudita.
- 1962 — Roberto Birindelli, ator uruguaio e brasileiro.
- 1963
  - Gorete Milagres, atriz brasileira.
  - Marco Greco, automobilista brasileiro.
- 1964 — Salvatore Schillaci, futebolista italiano (m. 2024).
- 1965 — Mika Lins, atriz brasileira.
- 1966 — Katherine LaNasa, atriz estadunidense.
- 1967 — Nestor Carbonell, ator norte-americano.
- 1968 — Anders Holmertz, nadador sueco.
- 1969 — Alana Dante, cantora da Bélgica.
- 1970 — Sarah Silverman, atriz norte-americana.
- 1971
  - Stephanie Finochio, wrestler norte-americana.
  - Emily Mortimer, atriz britânica.
- 1972 — Stanton Barrett, automobilista, ator e diretor de cinema estadunidense.
- 1973 — Radim Kořínek, ex-ciclista tcheco.
- 1974 — Costinha, futebolista português.
- 1975 — Mario Domínguez, automobilista mexicano.
- 1976 — Dean O'Gorman, ator da Nova Zelândia.
- 1977
  - Brad Delson, guitarrista norte-americano.
  - Luis Díaz, automobilista mexicano.
  - Luiz Alberto, futebolista brasileiro.
- 1978 — Stefan Kapičić, ator sérvio.
- 1979 — John Galliquio, ex-futebolista peruano.
- 1980 — Vincent Lambe, cineasta irlandês.
- 1981 — Francia Márquez, ativista ambiental colombiana.
- 1982 — Diego Cavalieri, futebolista brasileiro
- 1983 — Lucas Silveira, músico brasileiro.
- 1984 — Yolandi Visser, rapper, atriz, compositora e cantora sul-africana.
- 1985
  - Emiliano Viviano, futebolista italiano.
  - Janelle Monáe, cantora, compositora e bailarina norte-americana.
- 1986 — DeSean Jackson, jogador de futebol americano estadunidense.
- 1987 — Vance Joy, cantor e compositor australiano.
- 1988
  - Im Si-wan, cantor, ator e apresentador de televisão sul-coreano.
  - Milton Caraglio, futebolista argentino.
  - Zoë Kravitz, atriz norte-americana.
  - Tyler Joseph, cantor norte-americano.
- 1989 — Barry Bannan, futebolista escocês.
- 1990 — Chanel Iman, modelo norte-americana.
- 1991 — Sun Yang, nadador chinês.
- 1992 — Caleb Shomo, músico e produtor americano.
- 1994 — Lara Menezes, cantora e compositora brasileira.
- 1995 — James Wilson, futebolista inglês.
- 1997 — Jung Chae-yeon, artista sul-coreana.
- 1998 — Andrés Colorado, futebolista colombiano.
- 1999 — Renato Andrew, voleibolista brasileiro.
- 2000 — Sophia Flörsch, piloto profissional de automóveis alemã.

### Século XXI
- 2001 — Aiko, Princesa Toshi, filha única do imperador Naruhito
- 2003 — Robert Irwin, fotógrafo australiano.
- 2004 — A.J. Johnson, jogador norte-americano de basquete.

## Mortes

### Anteriores ao século XIX
- 0217 — Judá, o Príncipe, rabino (n. 135).
- 0660 — Elígio de Noyon, bispo francês (n. c. 588).
- 0969 — Fujiwara no Morotada, cortesão e político japonês (n. 920).
- 1018 — Dietmar de Merseburgo, cronista e bispo alemão (n. 975).
- 1049 — Ermesinda de Foix, rainha de Aragão (n. 1015).
- 1135 — Henrique I de Inglaterra (n. 1068).
- 1241 — Isabel da Inglaterra (n. 1214).
- 1374 — Magno IV da Suécia, rei sueco (n. 1316).
- 1433 — Go-Komatsu, imperador do Japão (n. 1377)>
- 1455 — Lorenzo Ghiberti, escultor italiano (n. 1378).
- 1483 — Carlota de Saboia, rainha de França (n. 1441).
- 1521 — Papa Leão X (n. 1475).
- 1530 — Margarida de Áustria, Duquesa de Saboia (n. 1480).
- 1575 — Diogo de Paiva de Andrade, teólogo português (n. 1528).
- 1633 — Isabel Clara Eugênia da Espanha (n. 1566).
- 1640 — Miguel de Vasconcelos, político português (n. 1590).
- 1740 — John Abernethy, religioso irlandês (n. 1680).

### Século XIX
- 1825 — Alexandre I da Rússia (n. 1777).
- 1835 — Nicolas Anselme Baptiste, ator francês (m. 1761).
- 1865 — Abraham Emanuel Fröhlich, escritor e teólogo suíço (n. 1796).
- 1866 — George Everest, geógrafo e topógrafo britânico (n. 1790).

### Século XX
- 1908 — Alberto Sampaio, historiador português (n. 1841).
- 1913 — Juhan Liiv, poeta e escritor estoniano (n. 1864).
- 1947 — Aleister Crowley, astrólogo e mago britânico (n. 1875).
- 1952 — Vittorio Emanuele Orlando, político italiano (n. 1860).
- 1964 — J. B. S. Haldane, geneticista e biólogo britânico (n. 1892).
- 1972 — Antonio Segni, político italiano (n. 1891).
- 1973 — David Ben-Gurion, político israelense (n. 1886).
- 1984 — Roelof Frankot, pintor neerlandês (n. 1911).
- 1991 — George Joseph Stigler, economista estadunidense (n. 1911).
- 1992 — Athiê Jorge Coury, dirigente futebolista e político brasileiro (n. 1904).
- 1997 — Stéphane Grappelli, violinista francês (n. 1908).

### Século XXI
- 2001
  - Filinto Ramalho, escritor português (n. 1917).
  - Pavel Sadyrin, técnico de futebol russo (n. 1942).
- 2005
  - Mário Vilela, dublador brasileiro (n. 1923).
  - Jack Colvin, ator norte-americano (n. 1934).
- 2007 — Manoel Carlos Karam, escritor brasileiro (n. 1947).
- 2009
  - Éva Szörényi, atriz húngara (n. 1917).
  - Donald Washington Sr., saxofonista estadunidense (n. 1930).
  - Shilendra Kumar Singh, político indiano (n. 1932).
- 2010
  - Alojz Srebotnjak, compositor esloveno (n. 1931).
  - Charles N. Millican, professor estaduniense (n. 1916).
  - Fritz Caspari, diplomata alemão (n. 1914).
  - Adriaan Blaauw, astrônomo neerlandês (n. 1914).
  - Shahla Jahed, criminosa iraniana (n. 1970).
  - Helen Boatwright, cantora estaduniense (n. 1916).
  - Richard P. Myers, político estaduniense (n. 1947).
  - Hillard Elkins, cineasta estaduniense (n. 1929).
- 2011 — Christa Wolf, escritora alemã (n. 1929).
- 2012 — Jovan Belcher, jogador de futebol americano estaduniense  (n. 1985).
- 2013
  - Martin Sharp, cartunista, compositor e cineasta australiano (n. 1942).
  - Antônio Lino, bispo português (n. 1943).
- 2014 — Jorgeh Ramos, ator, locutor e dublador brasileiro (n. 1941).
- 2015 — Jim Loscutoff, jogador de basquete estaduniense (n. 1930).
- 2017 — Fredy Schmidtke, ciclista alemão (n. 1961).
- 2018 — Zhang Ouying, futebolista chinês (n. 1975).
- 2019 — Shelley Morrison, atriz estadunidense (n. 1936).
- 2020 — Eduardo Lourenço, ensaísta e filósofo português (n. 1923).
- 2021 — Noemi Gerbelli, atriz brasileira (n. 1953).
- 2022 — Ercole Baldini, ciclista italiano (n. 1933).
- 2023 — Sandra Day O'Connor, jurista estadunidense (n. 1930).
- 2024 — Rogério Cezar de Cerqueira Leite, físico brasileiro (n. 1931).

## Feriados e eventos cíclicos

### Internacional
- Dia Mundial de Combate à AIDS
- Dia do Imigrante (também celebrado em alguns lugares a 25 de junho)
- Dia do Numismata
- Dia da União na Romênia

### Lusofonia

#### Portugal
- 1640 - Restauração da Independência
- Dia da Bandeira

#### Brasil
- Aniversário dos municípios de Esperança (Paraíba), Irapuã (São Paulo), Sapé (Paraíba), São Simão (Goiás), Serra Preta (Bahia) e Votorantim (São Paulo)

### Cristianismo
- Charles de Foucauld
- Edmundo Campion
- Elígio de Noyon
- Maria Clara do Menino Jesus
- Maria Clementina Nengapeta
- Naum
- Simão de Cirene
- Tudual

## Outros calendários
- No calendário romano era o dia das calendas de dezembro.
- No calendário litúrgico tem a letra dominical F para o dia da semana.
- No calendário gregoriano a epacta do dia é xx.